# Dipteris papilioniformis
Dipteris papilioniformis là một loài dương xỉ trong họ Dipteridaceae. Loài này được Kjellberg. mô tả khoa học đầu tiên năm 1933.
Danh pháp khoa học của loài này chưa được làm sáng tỏ. 